# Tim Walz
Timothy James Walz (West Point, Nebraska, 6. travnja 1964.) američki je političar, bivši srednjoškolski profesor i umirovljeni službenik vojske SAD-a. Obnaša dužnost 41. guvernera Minnesote od 2019. godine te predsjednika Saveza guvernera demokrata od 2023. godine. Bio je kandidat Demokratske stranke za potpredsjednika na predsjedničkim izborima SAD-a 2024. godine. Bio je član Zastupničkog doma SAD-a od 2007. do 2019. godine.

## Životopis
Walz je rođen u West Pointu, u saveznoj državi Nebraski, gdje je živio u gradu Valentine. Nakon završetka srednje škole u Butteu pridružio se Nacionalnoj gardi SAD-a i radio u proizvodnji solarija. Godine 1989. postao je prvostupnikom društvenih znanosti na Sveučilištu u Chadron Stateu u Nebraski te je nakon nekoliko godina poučavanja u Kini i Nebraski odselio u Minnesotu 1996. godine. Prije kandidature za Kongres, djelovao je kao profesor socijalnih studija i trener američkog nogometa. Godine 2001. diplomirao je pedagogiju na Sveučilištu u Minnesoti s radom na temu podučavanja o holokaustu. Izabran je u Zastupnički dom u 1. izbornom okrugu Minnesote 2006. godine, pobijedivši dotad aktualnog Republikanskog zastupnika Gila Gutknechta.
Ponovno je izabran za zastupnika pet puta prije svoje kandidature i osvajanja mandata za guvernera Minnesote 2018. godine. Zatim je za guvernera ponovno izabran 2022. godine, kada je na izborima prevagnuo nad Republikanskim kandidatom Scottom Jensenom. Tijekom svojeg drugog mandata za guvernera, Walz je zagovarao i potpisao velik broj novih zakona vezanih uz izmjene poreza, besplatne obroke u školama, državnu infrastrukturu, provjeru podobnosti za kupovinu vatrenog oružja, prava na pobačaj i besplatno visoko obrazovanje za osobe iz kućanstava s niskim primanjima.

### Kandidatura za potpredsjednika 2024.
Dana 6. kolovoza 2024., potpredsjednica Kamala Harris, kandidatkinja za predsjednicu, objavila je da će Walz biti demokratski kandidat za potpredsjednika na predsjedničkim izborima u SAD-u 2024. godine. Njegovu su kandidaturu podržali političari širom ideološkog spektra, poput progresivne demokratske političarke Alexandrie Ocasio-Cortez, nezavisnog centrista Joea Manchina i Republikanca Larryja Hogana.
Walz je prva osoba koja je republikanske kandidate Donalda Trumpa i J. D. Vancea nazvala »čudacima«. Komentar je ubrzo postao popularan  mem, osobito među mladima, a počeli su ga upotrebljavati i drugi demokratski političari. Walzovi politički suparnici dodijelili su mu nadimak Tampon Tim nedugo nakon kandidature, što je aluzija na Walzovo potpisivanje zakona koji je obavezao državne škole na uvođenje besplatnih mentrualnih uložaka i tampona »za sve učenike koji menstruiraju, u toaletima koje redovito koriste učenici u dobi od 4 do 12 godina«. Walzovi politički pristaše smatraju da su nadimak i zakon pozitivni.